# Гилберт, Альфред
Сэр Альфред Гилберт (англ. Alfred Gilbert; 12 августа 1854[…], Лондон — 4 ноября 1934[…], Лондон) — британский скульптор, широко признаваемый как один из самых важных и дорогих мастеров в истории британской скульптуры рубежа XIX и XX веков (в 2017 году бюст работы Гилберта был продан за миллион фунтов стерлингов). Как при жизни, так и после смерти Гилберта, периоды его популярности чередовались периодами полного забвения.
Отличался весьма своеобразным характером. Так, однажды он тайно перепродал другому лицу скульптуры, уже оплаченные королём Великобритании Эдуардом VII, и предназначенные для украшения гробницы его рано умершего старшего сына — принца Альберта Виктора. Президент британской Королевской академии художеств Эдвард Джон Пойнтер, по итогам консультаций с членами Академии , оценивал его личные качества следующим образом: «Мы все пришли к прискорбному заключению, что Гилберт безнадежно неисправим».

## Биография

### Юноша с непростым характером
Родился в 1854 году в Лондоне в семье музыкантов Альфреда Гилберта-старшего и Шарлотты Коул. Был старшим ребёнком в семье. С детства отличался несносным характером, из-за чего первоначально его отдали в военно-морскую школу; после этого сменил ещё несколько школ. В старших класс увлёкся лепкой бюстов одноклассников из глины, добытой в окрестных канавах. Директор школы, узнав об увлечении Гилберта, неожиданно для мальчика поощрил его и сам позировал Гилберту для собственного скульптурного портрета.
Тем не менее, родители настаивали чтоб Гилберт стал хирургом, однако он сумел избежать этой участи и в 1873 году поступил в Королевскую академию художеств в Лондоне, где усердно учился, а в свободное время посещал мастерские нескольких известных лондонских скульпторов, наблюдая за их работой. Всё шло хорошо, пока Альфред не влюбился в свою двоюродную сестру Элис Джейн Гилберт и в 1876 году не сбежал с ней в Париж, где они обвенчались. Семья после этого разорвала с ним все контакты на следующие два года.
В Париже Гилберт поступил в Высшую школу изящных искусств, в мастерскую Жюля Кавелье. В 1878 году Гилберт ненадолго вернулся в Англию, чтобы присутствовать у смертного одра своего младшего брата Гордона, который умер от туберкулеза в возрасте 20 лет. После этого он со своей женой и двумя маленькими детьми из Парижа переехал в Рим. Там он создал свою первую значительную работу: «Поцелуй Победы» (1878–1881), изображающую римского солдата, умирающего на руках у Победы. В Риме Гилберт также столкнулся со значительными материальными трудностями, так как не имел богатых покровителей и не получил образовательный грант.

### Первый период славы
В 1882 году он отправил на выставку в лондонскую Королевскую академию скульптуру «Персей», которая привлекла к себе внимание новаторством и сходством с произведениями итальянского маньеризма. Когда интерес к его творчеству на родине возрос, Гилберт с семьёй в 1884 году вернулся в Великобританию. В  1889 году он выиграл Гран-при на Всемирной выставке в Париже, в 1892 году стал академиком Королевской академии художеств, в 1897 году был награждён Королевский Королевским Викторианским орденом четвёртой степени. Он сблизился с некоторыми членами королевской семьи, которые ввели его в высшее общество, построил большой дом для своей семьи в престижном районе Лондона.
Совместно с двумя компаньонами Гилберт создал собственную литейную, скульптурную и ювелирную мастерскую и выполнил несколько престижных государственных заказов. Помимо скульптур, Гилберт в то время выполнил ряд произведений декоративно-прикладного искусства: столовую посуду и украшения из драгоценных металлов. Период с середины 1880-х до начала 1900-х годов был связан с первым пиком признания его творчества. Художественный критик Марион Шпильман в 1901 году писал: «Вкус Гилберта настолько чист, а гений настолько верен, что он может дать полную волю своей фантазии, ничего не опасаясь, там, где другой человек несомненно потерпел бы неудачу».
В 1886–1893 годах Гилберт выполнил свою, возможно, самую известную работу — Мемориальный фонтан Шефтсбери, которую сегодня чаще всего называют статуей Эрота на Пикадилли (в действительности, статуя на вершине фонтана изображает не Эрота (Эроса), а Антероса — мстителя за неразделённую любовь).
Внешний вид фонтана первоначально вызвал у современников неоднозначные отзывы, гораздо более прохладные чем те, которых ожидал Гилберт.
Первоначально фонтан должен был выполнять утилитарную функцию: с его помощью малоимущие жители Лондона должны были иметь возможность напиться чистой водой. Для этой цели были предоставлены восемь кружек, прикреплённых к фонтану к цепями. За первые же сутки работы фонтана шесть из восьми кружек были украдены. Всё это чрезвычайно разозлило Гилберта, который заявил что столкнулся с «болезненным опытом полного провала своих намерений».
По всей вероятности, свое недовольство Гилберт сорвал на жене: вскоре после открытия фонтана у неё случился нервный срыв и её временно поместили в приют для умалишенных.

### Месть Антероса
В конце 1890-х годов у Гилберта начались проблемы. Он влез в долги для поддержания своего роскошного образа жизни. Был совершенно безграмотным в финансовых вопросах и часто заключал сделки на большие суммы в устной форме, что приводило к многочисленным разногласиям с клиентами. Будучи перфекционистом, он очень долго работал над заказами, при этом брал больше заказов, чем мог исполнить, и тратил на материалы больше денег, чем ему причиталось в качестве гонорара. Карьера Гилберта начала разваливаться.
В 1892 году принц Уэльский (позже король Эдуард VII) и принцесса Уэльская (Александра Датская) попросили Гилберта создать гробницу для их недавно умершего старшего сына принца Альберта Виктора в часовне Святого Георгия в Виндзорском замке. Принц Альберт Виктор был вторым в линии наследования престола после отца и умер от пневмонии, вызванной гриппом во время пандемии гриппа 1889–1890 годов. Гилберт представил проект гробницы, который критики в дальнейшем описали как «лучший образец скульптуры конца XIX века на Британских островах». Гробница должна была быть выполнена из дорогих материалов, в том числе золота и слоновой кости, включать в себя скульптурное изображение принца в гусарской форме и фигуры святых. Однако даже десять лет спустя Гилберт всё еще не закончил работу над гробницей.
Вместо этого он охотно брал другие заказы. Например, на создание мемориальной плиты Эдварда Бульвер-Литтона для размещения в крипте собора Святого Павла. Гилберт, однако, так и не отдал заказчикам эту плиту. Он также взялся за создание надгробия для ещё одного члена королевской семьи — принца Генриха Баттенберга, но не завершил и эту работу.
В 1901 году Гилберт объявил себя банкротом и устроил распродажу своих работ, на которой вдова Бульвер-Литтона наконец-то смогла приобрести незаконченную надгробную плиту. Король Эдуард VII предложил Гилберту помещение в Виндзорском замке под мастерскую, где он мог бы завершить работу над гробницей его сына, но Гилберт только усугубил свои проблемы, попросив у королевской семьи разрешения опубликовать фотографии незавершенной работы в «The Art Journal», а затем сделав это, несмотря на прямой запрет. Что еще хуже, на опубликованных фотографиях были изображены статуи из слоновой кости и позолоченной бронзы, которыми Гилберт изначально украсил гробницу, а потом продал их в 1899 году, предъявив королю гораздо более дешёвые бронзовые отливки. Король был в бешенстве и прервал всякое общение с Гилбертом.
В 1904 году Гилберт окончательно расстался с женой. В 1908 году герцог Ратленд пожаловался в Королевскую академию на очередной невыполненный Гилбертом заказ. В 1908 году, под давления президента Академии Пойнтера и членов академии, Гилберт покинул это учреждение, отказавшись от профессорской должности и королевского викторианского ордена. После этого он покинул Великобританию и поселился в Брюгге.
Дела пошли еще хуже, когда у него случился роман с клиенткой, Элизой Маклоглин. Когда Элиза потребовала от Гилберта предъявить надгробие, которое она ранее заказала в память о своих родителях, Гилберт вынужден был признать, что надгробия нет. После этого Элиза разорвала отношения с Гилбертом, бросала камни в окна его студии в Брюгге и написала безумное письмо королю Эдуарду VII. Ее почерк был похож на почерк Гилберта, и последний считался автором этой писанины, что сделало его положение еще более ужасным. Он, правда, смог закончить «Сон радости во время сна печали» (1908–1913), бронзовую каминную панель, заказанную семьей Уилсон для их дома в Лидсе, однако вместо того, чтобы разместить в центре панели бронзовый рельефный портрет заказчицы, миссис Уилсон, снабдил панель портретом своей экономки, Стефани Куагебер, на которой вскоре после этого женился.
После этого в Великобритании стало не принято вспоминать о Гилберте. В годы Первой мировой войны в Бельгии шли ожесточенные бои, а Гилберт на родине так и не появился, поэтому стало считаться, что он давно умер, хотя фактически скульптор просто «залёг на дно» в Брюгге. К тому же скульптор взял на себя заботу о семи детях Стефани Куагебер от первого брака. В 1924 году он отправился с семьёй в Рим, а в 1926 году вернулся в Лондон, где о нём почти не вспоминали с 1914 года. Его вторая жена рассталась с ним и из Рима вернулась в Бельгию, однако Гилберт продолжил финансово помогать ей и её детям.

### Второй период славы
Как ни странно, возвращение Гилберта, которого считали давно умершим, обрадовало лондонскую публику. Новый король Георг V предоставил ему мастерскую во дворце, где Гилберт наконец завершил (1928) работу над надгробием его старшего брата, заказанным ему 30 лет назад. Он также выполнил грандиозный мемориал королевы Александры в память о своей покровительнице, который, наряду с «Антеросом», стал одной из двух наиболее важных его работ. Мемориал был открыт в 1932 году и получил широкое признание критиков.
Вскоре после этого тяжело больной Гилберт оказался в частном доме престарелых, где скончался в 1932 году. На момент своей смерти Гилберт был одной из самых известных фигур в английском обществе. Однако в послевоенные годы наступил новый период забвения Гилберта, который закончился только во второй половине 1980-х годов. Сегодня Гилберт снова считается одной из выдающихся фигур в истории британской скульптуры.

## Галерея
- Мемориал королевы Александры, Лондон, крупный план
- Бюст писательницы Эммелины Каст
- Мать и дитя
- Зачарованный трон
- Персей
- Икар
- Комедия и Трагедия
- Бюст художника Франсуа Петруса Паулюса

## Дальнейшее чтение
- Beattie, Susan. The New Sculpture. New Haven: Yale University Press, 1983.
- Bury, Adrian. Shadow of Eros: A Biographical and Critical Study of the Life and Works of Sir Alfred Gilbert. Macdonald & Evans, 1954.
- Dorment, Richard, et al. Alfred Gilbert: Sculptor and Goldsmith. London: Royal Academy of Arts, 1986.
- Edwards, Jason. Alfred Gilbert's Aestheticism: Gilbert Amongst Whistler, Pater, Wilde, and Burne-Jones. Aldershot: Ashgate, 2006.
- Getsy, David. Body Doubles: Sculpture in Britain, 1877–1905. New Haven and London: Yale University Press, 2004.
- Read, Benedict. Victorian Sculpture. New Haven: Yale University Press, 1982.